# Glasbärbling
Der Glasbärbling (Rasbora trilineata (Gr./Lat. „tri“ = drei, „lineata“ = Linien)), wegen seiner tief gegabelten Schwanzflosse auch Scherenbärbling genannt, ist ein kleiner Süßwasserfisch, der in Südostasien im Stromgebiet des Mekong, des Mae Nam Chao Phraya, auf der Malaiischen Halbinsel, Sumatra und Kalimantan vorkommt.

## Merkmale
Der Glasbärbling hat einen langgestreckten, sehr schlanken und seitlich stark abgeflachten Körper. Er erreicht eine Maximallänge von 15 cm. Der Körper ist durchscheinend, der junger Tiere fast völlig durchsichtig. Adulte Tiere haben einen grünlichen Rücken und silbrige irisierende Seiten. Auf Höhe der Bauchflossen beginnt ein dunkles Längsband, das nach hinten immer kräftiger wird und bis auf die Schwanzflosse reicht. Ein weiteres, weit dünneres Längsband erstreckt sich oberhalb der Afterflosse. Die großen Schwanzflossenlappen sind weiß mit einem breiten, schwarzen Querband. Die übrigen Flossen sind farblos oder leicht gelblich. Die Schuppen sind teilweise schwarz umrandet. Weibchen sind fülliger als die Männchen. Das Maul ist endständig. 
- Flossenformel: Dorsale 2/7, Anale 3/5, Pectorale 1/13-14, Ventrale 2/7-8.
- Schuppenformel: mLR 29-32, 13 Schuppen vor der Rückenflosse.

## Lebensweise
Glasbärblinge leben als Schwarmfische in Fließgewässern und stehenden Gewässern. Sie sind in ihrem Lebensraum meist häufig und halten sich vor allem nah der Oberfläche auf. Sie ernähren sich vor allem von Insekten, die auf die Wasseroberfläche gefallen sind, von Krebstieren und Würmern. Glasbärblinge sind weniger lebhaft als andere Rasbora-Arten. Sie halten sich oft stillstehend zwischen Pflanzenbeständen auf und falten ihre Schwanzflosse immer wieder scherenartig zusammen (Scherenbärbling).

## Aquaristik
Der Glasbärbling wurde 1932 zum ersten Mal nach Deutschland eingeführt und gehört seither zum Standardangebot des Zoofachhandels. 